# 오노레 도미에
오노레 도미에(Honoré Daumier, 1808년 2월 26일 ~ 1879년 2월 10일)는 프랑스의 화가이자 판화가이다. 어려서 유리 직공인 아버지를 따라 파리로 이주하여, 1829년 무렵 석판화 기술을 익혔다. 1830년부터 잡지에 정치 만화를 발표하여 한때 감옥에 갇히기도 하였으나, 이후 40여 년 간에 걸쳐 날카로운 풍자와 따뜻한 인간애가 담긴 걸작을 많이 남겼다. 만년에는 시력을 잃고 고생하다가 일생을 마쳤다. 대표작으로 석판화 〈로베르 마케르〉, 유채화 〈3등 열차〉등이 있다.

## 생애
쿠르베만큼 극적인 파란(波瀾)은 없었으나, 철두철미 서민의 한 사람이었으며, 그도 개별적으로 강하게 현실을 묘사했다. 도미에는 풍자화가로서 매우 탁월하였다. 아버지는 마르세유의 유리공으로 파리에서 일했으나 가정은 빈곤하여 도미에는 일찍부터 일을 하였다. 회화를 거의 독학으로 익히는 동안에, 친구로부터 석판화의 기법을 익혔고 그것으로 생계를 삼았다. 당시는 정치 비판이 비등한 시대여서, 잡지 <카리카튀르>에 초빙되어 정치적 풍자화를 그렸고, 탄압으로 1832년에는 일시 투옥되기도 하였다.
풍자화는 잡지 <카리카튀르>에서 잡지 <샤리바리>까지 연재되어 막대한 양에 달하는데, 후반은 유화(油畵)로 옮겨서 대작은 없지만 <삼등열차>나 <돈키호테>의 연작(連作)과 그밖의 것을 낳고 있다. 이들 회화는 생전에는 아무런 존경도 받지 못했으나 깊은 음영(陰影) 속에 색채는 열(熱)을 띠고, 간결하면서도 진실이 넘치고 있다. 최만년(最晩年)에는 장님에 가까울 정도로 시력이 쇠퇴하여 교외인 마르몽드아에서 살다가 생애를 마쳤다.

## 주요 작품

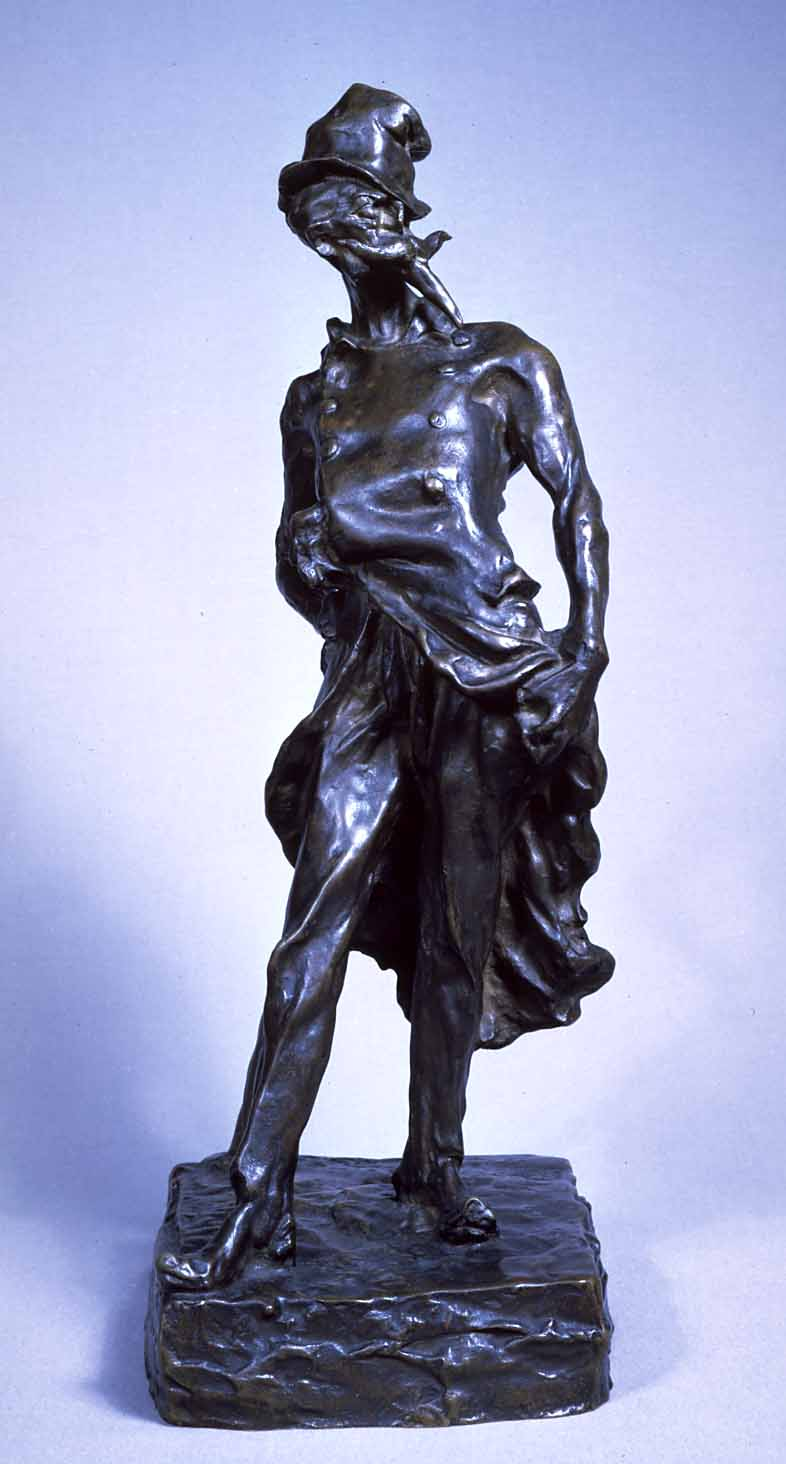
Ratapoil
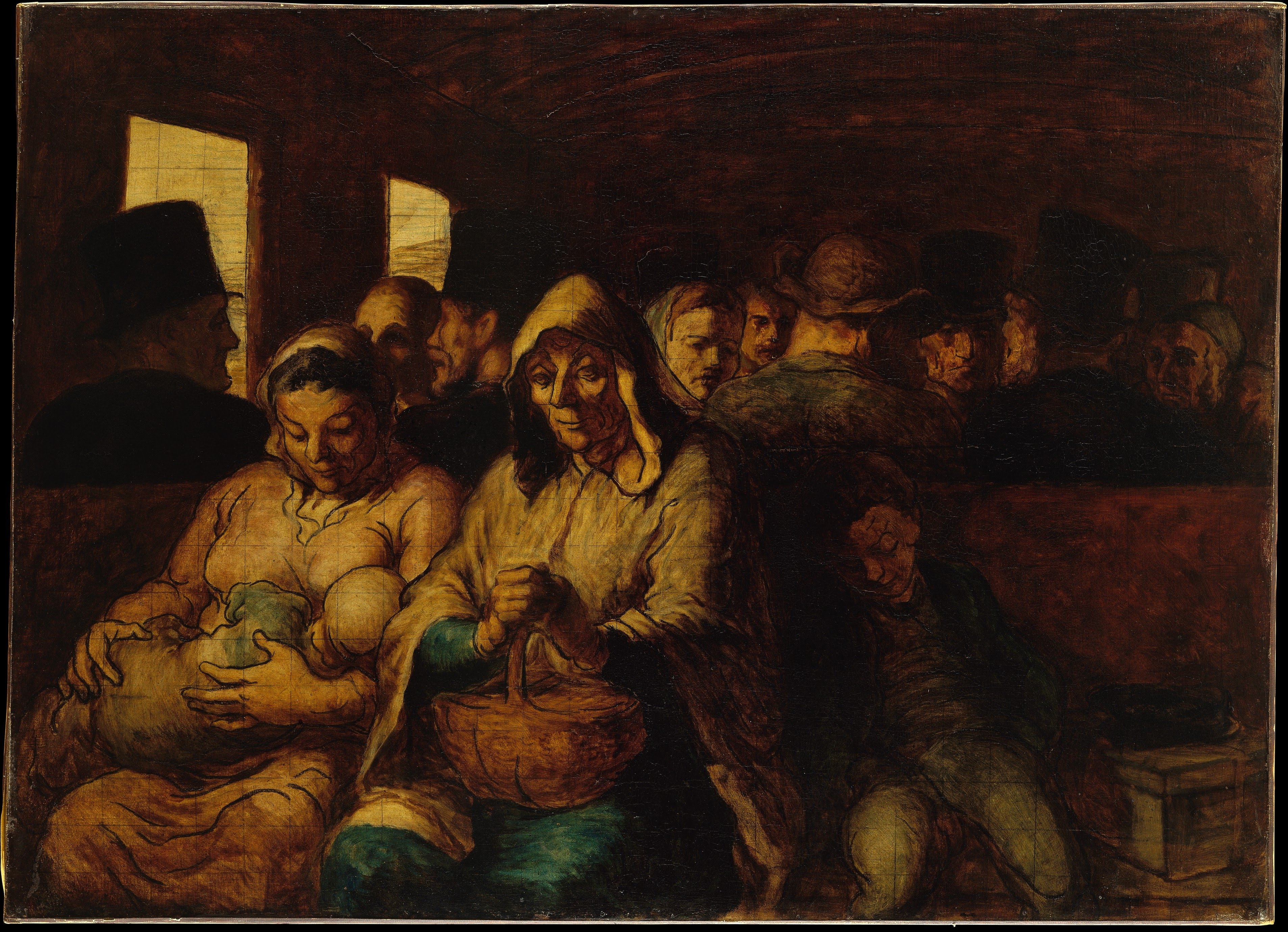
The Third-Class Carriage